# Courtney Grosbeck
Courtney Grosbeck (Jupiter, 9 de julio de 2000) es una actriz y modelo estadounidense, conocida por interpretar el papel de Coco Spectra en la telenovela The Bold and the Beautiful y por el de Rachel Sachs en la serie Lincoln Rhyme: Hunt for the Bone Collector.

## Biografía
Courtney Grosbeck nació el 9 de julio de 2000 en Jupiter, en Florida (Estados Unidos) y tiene una hermana llamada Chelsea que también es actriz. Cuando estaba en la escuela secundaria, alimentó su interés por la actuación.

## Carrera
Courtney Grosbeck en 2011 comenzó su carrera como actriz en la serie DayDREAMers. Ese mismo año interpretó el papel de Belinda Bawinkle en la película Gina and the GIT (Genie-In-Training) dirigida por Marc C. Zatorsky. De 2012 a 2015 interpretó el papel de Ruby Rizzoli en la serie Parenthood . En 2013 interpretó el papel de Carly en un episodio de la serie Modern Family.
En 2015 interpretó el papel de Gwen Graves en el cortometraje Call to Heroes dirigido por John Wynn. En el mismo año ocupó el papel de Dani en la serie The Player . Al año siguiente, en 2016, interpretó el papel de Jane en el cortometraje The Waste Land dirigido por Brian Brooks II.
En 2017 y 2018 fue elegida para interpretar el papel de Coco Spectra en la telenovela The Bold and the Beautiful. En 2018 interpretó el papel de Jamie Porter en la película para televisión Neighborhood Watch dirigida por Jake Helgren. En el mismo año interpretó a Josie Mathison-Dunn en la serie Homeland.
En 2019 interpretó el papel de Dot en el cortometraje Then & Now dirigido por Niki Koss. Al año siguiente, en 2020, interpretó el papel de Rachel Sachs en la serie Lincoln Rhyme: Hunt for the Bone Collector. En el mismo año interpretó el papel de Young Darby en la serie Love Life.

## Filmografía

### Cine
| Año  | Título                                  | Personaje        | Director         |
| ---- | --------------------------------------- | ---------------- | ---------------- |
| 2011 | Gina and the G.I.T. (Genie-In-Training) | Belinda Bawinkle | Marc C. Zatorsky |

### Televisión
| Año       | Título                                     | Personaje           | Notas                                            |
| --------- | ------------------------------------------ | ------------------- | ------------------------------------------------ |
| 2011      | DayDREAMers                                |                     | 1 episodio                                       |
| 2012-2015 | Parenthood                                 | Ruby Rizzoli        | 12 episodios                                     |
| 2013      | Modern Family                              | Carly               | 1 episodio                                       |
| 2015      | The Player                                 | Dani                | 2 episodios                                      |
| 2017-2018 | The Bold and the Beautiful                 | Coco Spectra        | 73 episodios                                     |
| 2018      | Neighborhood Watch                         | Jamie Porter        | Película de televisión dirigida por Jake Helgren |
| 2018      | Homeland                                   | Josie Mathison-Dunn | 5 episodios                                      |
| 2020      | Lincoln Rhyme: Hunt for the Bone Collector | Rachel Sachs        | 10 episodios                                     |
| 2020      | Love Life                                  | Darby joven         | 1 episodio                                       |

### Cortometrajes
| Año  | Título         | Personaje   | Director        |
| ---- | -------------- | ----------- | --------------- |
| 2015 | Call to Heroes | Gwen Graves | John Wynn       |
| 2016 | The Waste Land | Jane        | Brian Brooks II |
| 2019 | Then & Now     | Dot         | Niki Koss       |

## Premios y reconocimientos
| Año  | Premio                             | Categoría                                  | Trabajo    | Resultado |
| ---- | ---------------------------------- | ------------------------------------------ | ---------- | --------- |
| 2019 | Madrid International Film Festival | Mejor actriz de reparto en un cortometraje | Then & Now | Ganadora  |